# Самнер (Джорджія)
Самнер (англ. Sumner) — місто (англ. town) в США, в окрузі Ворт штату Джорджія. Населення — 445 осіб (2020).

## Географія
Самнер розташований за координатами 31°30′36″ пн. ш. 83°44′9″ зх. д. / 31.51000° пн. ш. 83.73583° зх. д. (31.509885, -83.735922).  За даними Бюро перепису населення США в 2010 році місто мало площу 4,68 км², уся площа — суходіл.

## Демографія
Згідно з переписом 2010 року, у місті мешкало 427 осіб у 147 домогосподарствах у складі 117 родин. Густота населення становила 91 особа/км².  Було 161 помешкання (34/км²).
Расовий склад населення:
| - 74,5 % — білих - 24,1 % — чорних або афроамериканців |

До двох чи більше рас належало 1,4 %. Частка іспаномовних становила 1,9 % від усіх жителів.
За віковим діапазоном населення розподілялося таким чином: 29,3 % — особи молодші 18 років, 59,7 % — особи у віці 18—64 років, 11,0 % — особи у віці 65 років та старші. Медіана віку мешканця становила 36,4 року. На 100 осіб жіночої статі у місті припадало 81,7 чоловіків;  на 100 жінок у віці від 18 років та старших — 87,6 чоловіків також старших 18 років.
Середній дохід на одне домашнє господарство  становив 50 101 долар США (медіана — 42 083), а середній дохід на одну сім'ю — 61 985 доларів (медіана — 56 250). За межею бідності перебувало 15,4 % осіб, у тому числі 13,5 % дітей у віці до 18 років та 23,1 % осіб у віці 65 років та старших.
Цивільне працевлаштоване населення становило 139 осіб. Основні галузі зайнятості: освіта, охорона здоров'я та соціальна допомога — 21,6 %, виробництво — 15,8 %, науковці, спеціалісти, менеджери — 11,5 %, роздрібна торгівля — 9,4 %.